# Салтанович, Кристина
Кристина Салтанович (лит. Kristina Saltanovič; род. 20 февраля 1975, Вильнюс) — литовская легкоатлетка, специалистка по спортивной ходьбе. Выступала за сборную Литвы по лёгкой атлетике в 1995—2017 годах, многократная победительница и призёрка национальных первенств, участница ряда крупных международных соревнований, в том числе четырёх летних Олимпийских игр.

## Биография
Кристина Салтанович родилась 20 февраля 1975 года в Вильнюсе, Литовская ССР.
Дебютировала в лёгкой атлетике на взрослом международном уровне в сезоне 1995 года, когда вошла в состав литовской национальной сборной и выступила на Кубке мира по спортивной ходьбе в Пекине, где на дистанции 10 км заняла 67 место.
В 1996 году в той же дисциплине стартовала на Кубке Европы в Ла-Корунье, но в конечном счёте сошла с дистанции и не показала никакого результата.
В 1997 году заняла 65 место на Кубке мира в Подебрадах.
На Кубке Европы 1998 года в Дудинце показала на финише 31 результат.
Начиная с 1999 года выступала преимущественно на дистанции 20 км, в частности в этом сезоне выступила на Кубке мира в Мезидон-Каноне и на чемпионате мира в Севилье, где заняла 28 и 18 места соответственно.
Благодаря череде удачных выступлений удостоилась права защищать честь страны на летних Олимпийских играх 2000 года в Сиднее — в программе ходьбы на 20 км показала время 1:34:24	и расположилась в итоговом протоколе на 16 строке.
В 2002 году одержала победу на чемпионате Литвы в Каунасе, стала седьмой на чемпионате Европы в Мюнхене и восемнадцатой на Кубке мира в Турине.
В 2003 году закрыла двадцатку сильнейших на Кубке Европы в Чебоксарах, финишировала четырнадцатой на мировом первенстве в Париже.
Находясь в числе лидеров легкоатлетической команды Литвы, благополучно прошла отбор на Олимпийские игры 2004 года в Афинах — на сей раз в ходьбе на 20 км оказалась девятнадцатой.
В 2005 году была четырнадцатой на Кубке Европы в Мишкольце и двенадцатой на чемпионате мира в Хельсинки.
В 2006 году заняла 19 место на Кубке мира в Ла-Корунье, тогда как на европейском первенстве в Гётеборге сошла с дистанции.
На Олимпийских играх 2008 года в Пекине заняла в гонке 20 км 18 место.
В 2009 году завоевала бронзовую медаль на Кубке Европы в Меце, уступив в ходьбе на 20 км только испанке Марии Васко и россиянке Анисе Кирдяпкиной. Кроме того, финишировала восьмой на мировом первенстве в Берлине.
В 2010 году была двенадцатой на Кубке мира в Чиуауа и седьмой на чемпионате Европы в Барселоне.
В 2011 году на Кубке Европы в Ольяне сошла с дистанции, в то время как на чемпионате мира в Тэгу оказалась восьмой.
На Олимпийских играх 2012 года в Лондоне заняла в гонке 20 км 21 место.
После лондонской Олимпиады Салтанович осталась в составе литовской национальной сборной на ещё один олимпийский цикл и продолжила принимать участие в крупнейших международных соревнованиях. Так, в 2013 году она выступила на Кубке Европы в Дудинце и на мировом первенстве в Москве, где показала 21 результат.
В 2014 году заняла 43 место на Кубке мира в Тайцане.
В 2015 году стартовала на Кубке Европы в Мурсии, но не финишировала и не показала никакого результата.
В 2016 году отметилась выступлением на командном чемпионате мира по спортивной ходьбе в Риме.
В 2017 году приняла участие в Кубке Европы в Подебрадах, где закрыла тридцатку сильнейших.